# くぬぎ山
くぬぎ山（くぬぎやま）は、鎌ケ谷市の町名。現行行政地名はくぬぎ山一丁目からくぬぎ山五丁目。郵便番号は273-0128。

## 地理
鎌ケ谷市北西部に位置する。北で松戸市五香六実・五香南、東で初富・串崎新田、南で松戸市串崎新田、西で松戸市松飛台と隣接する。北半の少なからぬ部分を陸上自衛隊松戸駐屯地が占める。駐屯地以外の部分では概ね住宅地として利用されるが、西部には工場・倉庫も点在する。

### 地価
住宅地の地価は、2014年（平成26年）1月1日の公示地価によれば、くぬぎ山4-4-10-8の地点で8万4000円/m2となっている。

## 世帯数と人口
2017年（平成29年）11月1日現在の世帯数と人口は以下の通りである。
| 丁目           | 世帯数    | 人口    |
| -------------- | --------- | ------- |
| くぬぎ山一丁目 | 631世帯   | 1,435人 |
| くぬぎ山二丁目 | 713世帯   | 1,535人 |
| くぬぎ山三丁目 | 548世帯   | 1,221人 |
| くぬぎ山四丁目 | 569世帯   | 1,128人 |
| くぬぎ山五丁目 | 385世帯   | 829人   |
| 計             | 2,846世帯 | 6,148人 |

## 小・中学校の学区
市立小・中学校に通う場合、学区は以下の通りとなる。
| 丁目           | 番地 | 小学校               | 中学校               |
| -------------- | ---- | -------------------- | -------------------- |
| くぬぎ山一丁目 | 全域 | 鎌ケ谷市立西部小学校 | 鎌ケ谷市立第三中学校 |
| くぬぎ山二丁目 | 全域 | 鎌ケ谷市立西部小学校 | 鎌ケ谷市立第三中学校 |
| くぬぎ山三丁目 | 全域 | 鎌ケ谷市立西部小学校 | 鎌ケ谷市立第三中学校 |
| くぬぎ山四丁目 | 全域 | 鎌ケ谷市立西部小学校 | 鎌ケ谷市立第三中学校 |
| くぬぎ山五丁目 | 全域 | 鎌ケ谷市立西部小学校 | 鎌ケ谷市立第三中学校 |

## 交通
町内を国道464号、千葉県道57号千葉鎌ケ谷松戸線、京成電鉄松戸線が通っている。最寄駅はくぬぎ山駅であるが、五丁目の一部では元山駅が利用される。

## 施設
- 陸上自衛隊松戸駐屯地
- 防衛省宿舎
- 関東財務局初富住宅
- 鎌ケ谷市立図書館西部分館
- 西一文字公園
- 富里公園
- 富里第二公園
- 富里第四公園
- くぬぎ山一丁目公園
- くぬぎ山二丁目公園

## 市外局番
- 鎌ケ谷市内全域の市外局番は船橋MA（047- 4XX,75X…77X）[6]の区域だが、くぬぎ山一丁目〜四丁目のみ隣接する松戸市と同じ市川MA（047- 3XX,70X…72X）[6]の区域である[7]。